# Георгий Солунски
Георгий (на гръцки: Γεώργιος) е византийски духовник, солунски митрополит в 20-те години на XI век.

## Биография
Името на Георгий като солунски архиепископ е засвидетелствено в два писмени източника и в устната традиция на Ватопедския манастир. Името му е споменато в Солунския синодик - важен източник за църковната история на Солун и включването му в него означава, че фигурата на Георгий е важна, тъй като е споменат във време на догматични разпри. Името му е на 29 място в Синодика, предшествано от името на Никита I, активен около 1020 година и преди името на Теофан I, за който знаем, че управлява епархията между 1031 и 1038 година. Следователно архиерейството на Георгий е някъде в третото десетилетие на XI век.
Вторият източник за архиепископ Георгий е надпис в протезиса на католикона на Ватопедския манастир на Света гора. На северната стена под прозореца на умивалника е изобразен голобрад епископ с надпис „Ο ΑΓ(ΙΟΣ) ΓΕΩΡΓΙΟΣ ΘΕΣΣΑΛΟΝΙΚΗΣ“, който с дясната ръка благославя, а с лявата държи затворено евангелие. Носи фелон в светли цветове и омофор. Според Юстин Симонопетрит, който публикува това изображение, видът му е сходен с изображение на евнуси. Стенописът е от първата фаза на изписване на католикона от 1312 година и е в добро състояние.
Според Юстин Симонопетрит във Ватопед е запазена устна традиция, че архиепископ Георгий идва от Ватопедския манастир, която очевидно е свързана със стенописа.